# 미첼 보고서 (야구)

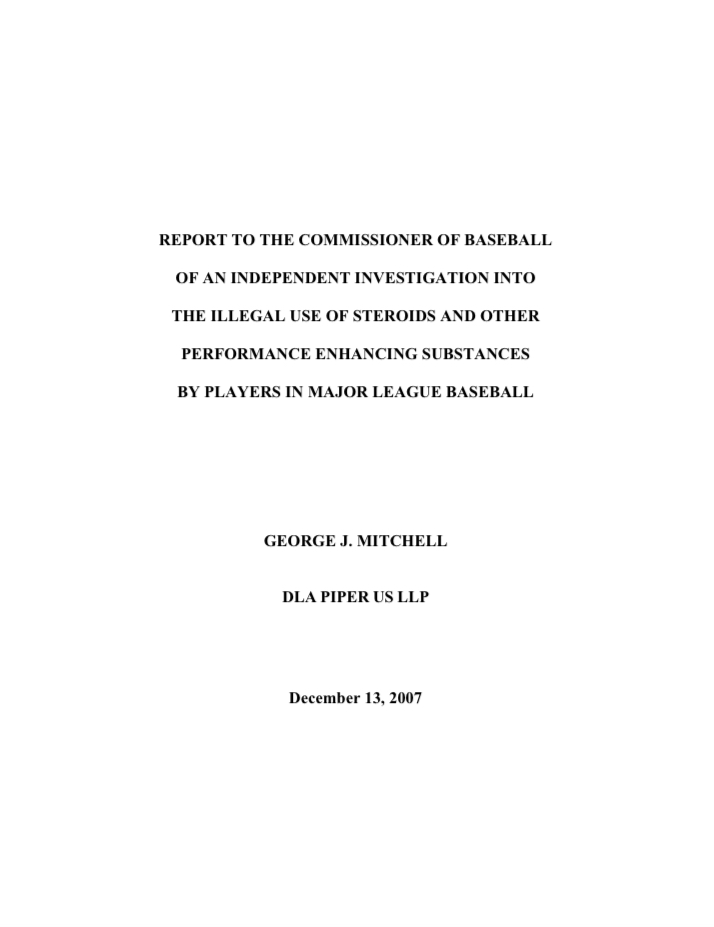

야구 커미셔너에게의 보고서: 메이저 리그 야구 선수들의 스테로이드와 그밖의 근육 강화제 부정 사용에 대한 독립 조사에 관하여(Report to the Commissioner of Baseball of an Independent Investigation into the Illegal Use of Steroids and Other Performance Enhancing Substances by Players in Major League Baseball)는 미국 전 상원의원 조지 J. 미첼의 20개월에 걸친 조사에 의해 작성된 메이저 리그 베이스볼 선수들의 스테로이드 사용에 대한 보고서로, 미첼 보고서(Mitchell Report)라고 불린다. 2007년 12월 13일 발표된 보고서에는 로저 클레멘스 등 유명 선수들의 이름이 올라 있어 화제가 되고 있다.